# Frasnoy
Frasnoy ist eine französische Gemeinde im Département Nord in der Region Nord-Pas-de-Calais. Sie gehört zum Arrondissement Avesnes-sur-Helpe und zum Kanton Aulnoye-Aymeries. Aus dem späten 11. Jahrhundert ist der Ortsname „Fraxinetum“ bekannt. Die Bewohner nennen sich Fresnotains.

## Geographie
Die Gemeinde Frasnoy liegt in Tegionalen Naturpark Avesnois, zehn Kilometer südöstlich von Valenciennes und vier Kilometer südlich der Grenze zu Belgien. Sie grenzt im Norden an Wargnies-le-Petit, im Nordosten an Preux-au-Sart, im Osten und im Südosten an Gommegnies, im Südwesten an Villereau und Le Quesnoy, im Westen an Orsinval sowie im Nordwesten an Villers-Pol und Jenlain. Frasnoy ist einer der nördlichsten Weinbauorte in Frankreich.

## Bevölkerungsentwicklung
| Jahr                       | 1962 | 1968 | 1975 | 1982 | 1990 | 1999 | 2006 | 2013 | 2020 |
| Einwohner                  | 355  | 345  | 300  | 276  | 260  | 285  | 322  | 364  | 376  |
| Quellen: Cassini und INSEE |      |      |      |      |      |      |      |      |      |

## Sehenswürdigkeiten

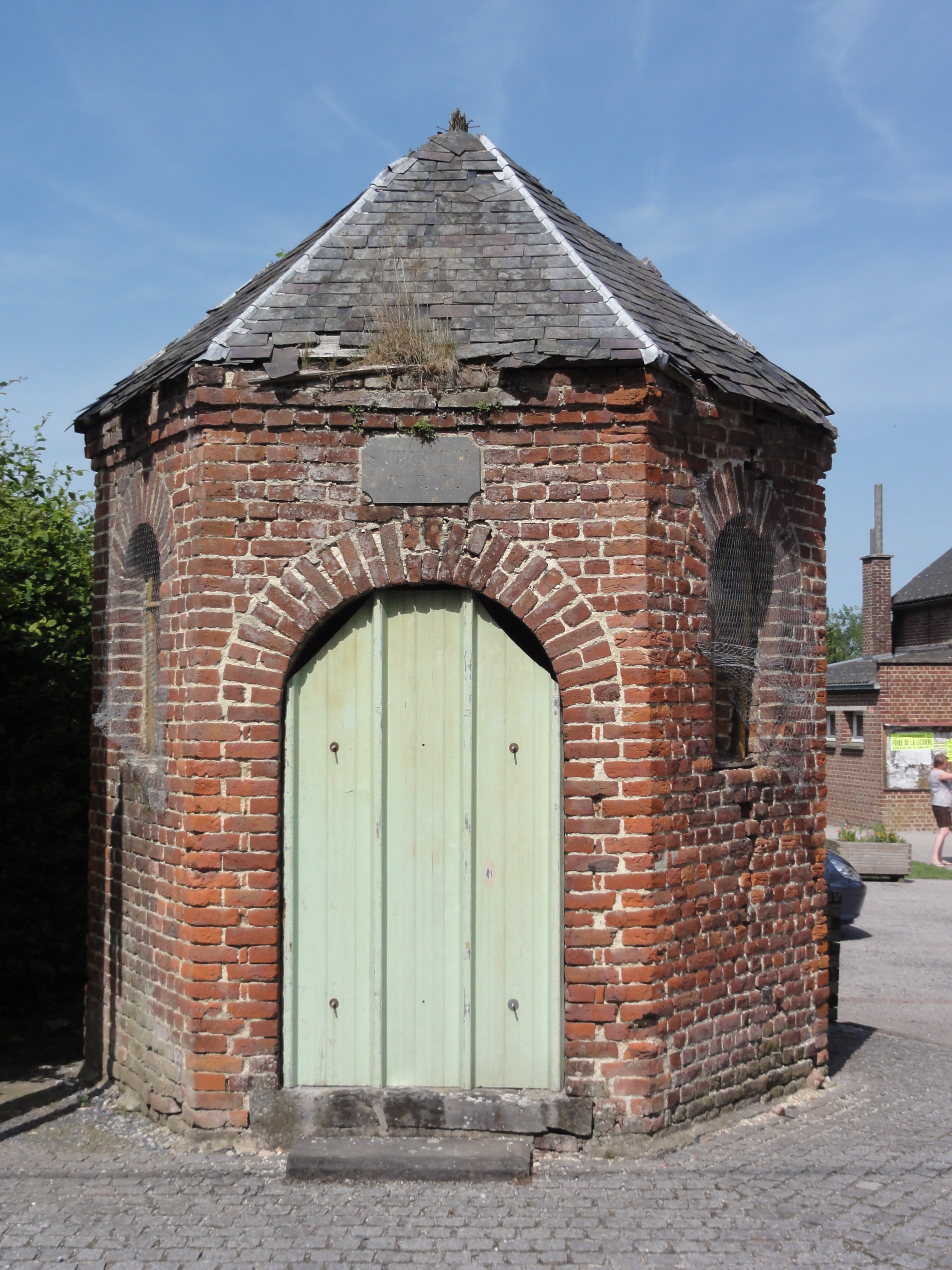
Kapelle Sainte-Pharaide
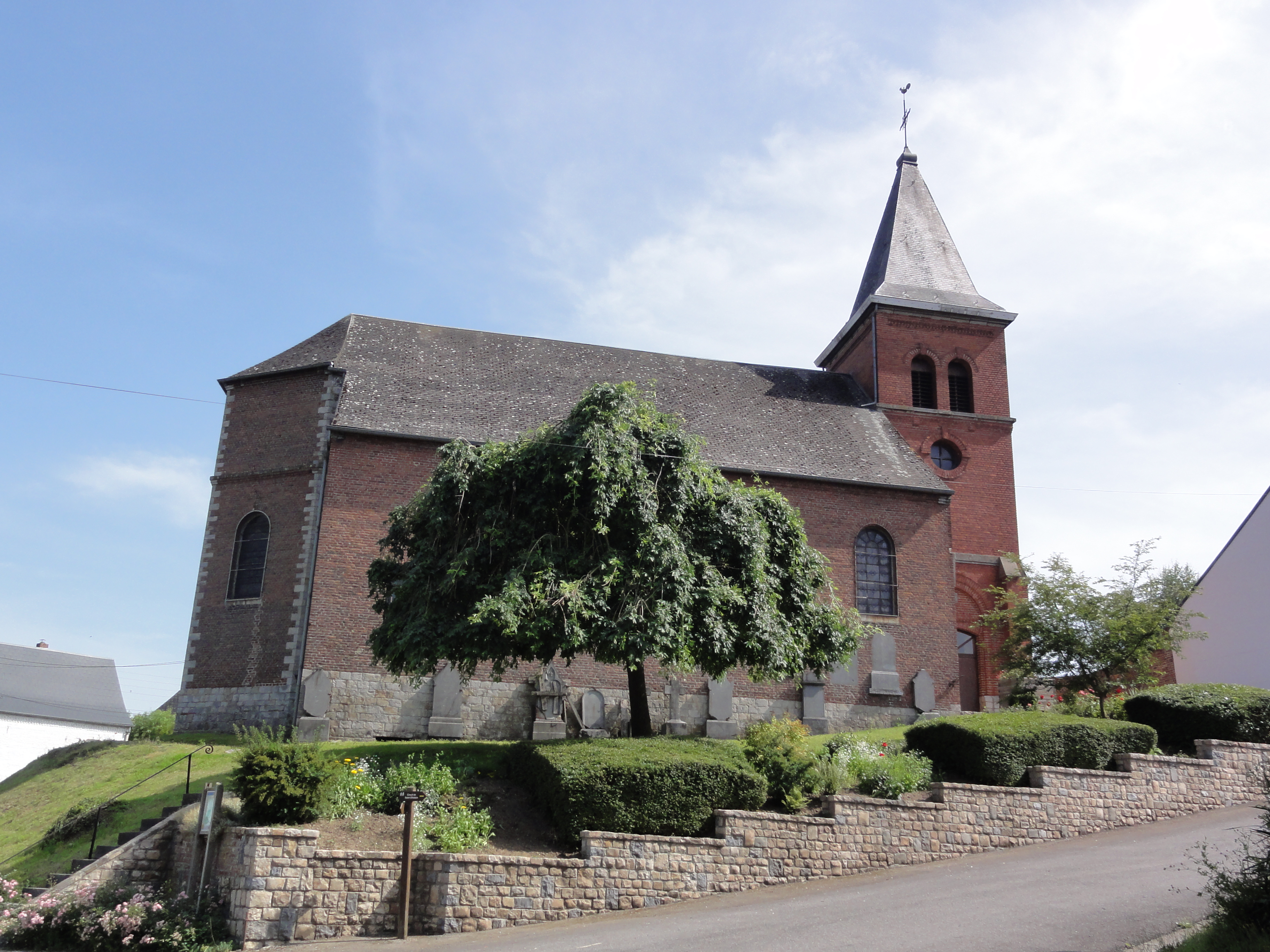
Kirche Saint-Clément
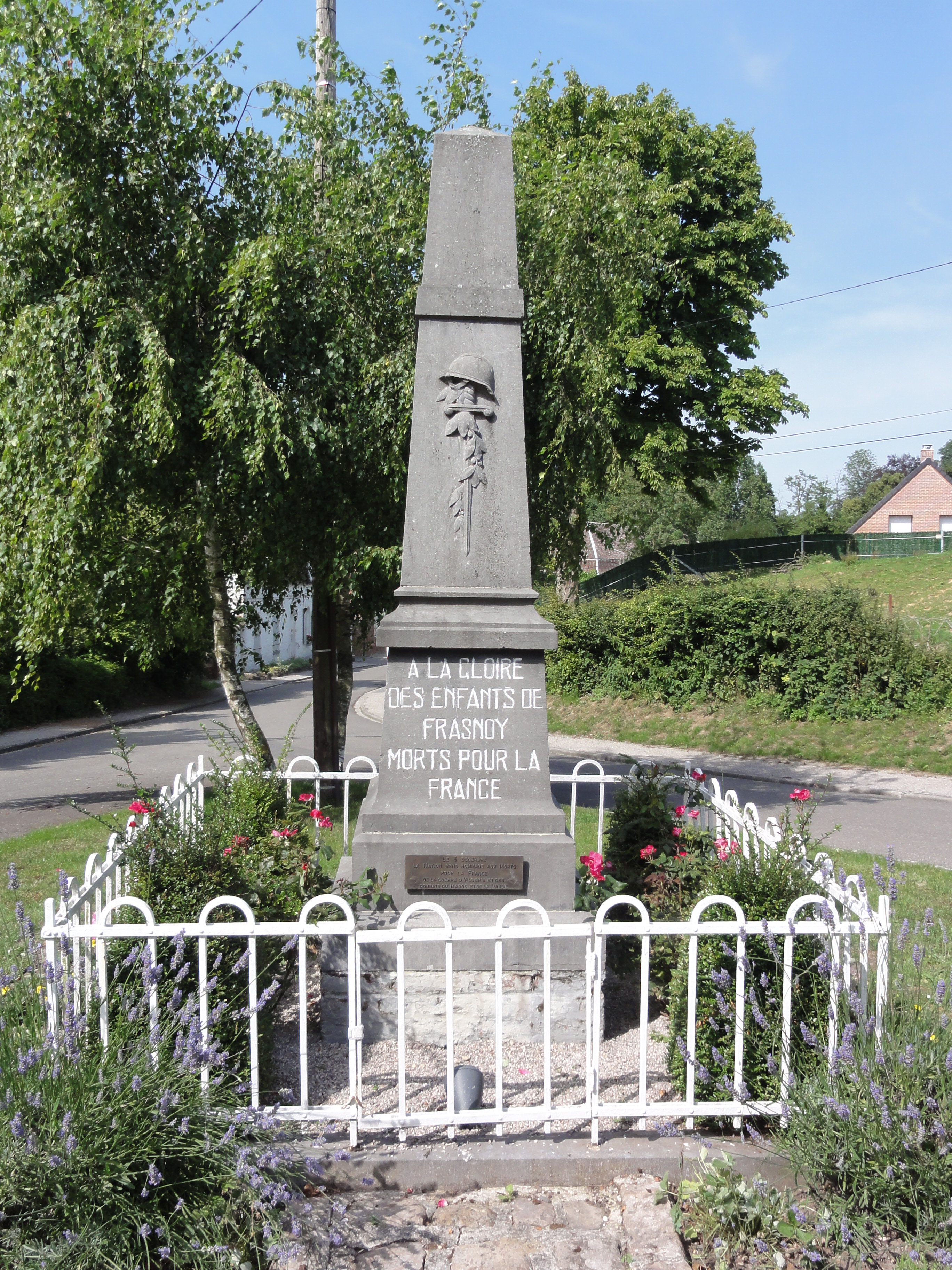
Gefallenendenkmal